# Allocosa schubotzi
Allocosa schubotzi är en spindelart som först beskrevs av Embrik Strand 1913.  Allocosa schubotzi ingår i släktet Allocosa och familjen vargspindlar.
Artens utbredningsområde är Rwanda. Inga underarter finns listade i Catalogue of Life.